# Asylaea
Asylaea là một chi bướm đêm thuộc họ Erebidae.